# Гарбовацу де Сус (Мехединци)
Гарбовацу де Сус (рум. Gârbovățu de Sus) насеље је у Румунији у округу Мехединци у општини Казанешти. Oпштина се налази на надморској висини од 232 m.

## Становништво
Према подацима из 2002. године у насељу је живело 367 становника, од којих су сви румунске националности.